# ولف‌اشتاین
شهر ولف‌اشتاین (به آلمانی: Wolfstein) در ایالت راینلند-فالتز در کشور آلمان واقع شده‌است.